# Tim Carter (piłkarz)
Tim Carter (ur. 5 października 1967, zm. 19 czerwca 2008) – angielski piłkarz, bramkarz.
Podczas jego kariery bramkarskiej, Carter grał dla Bristol Rovers, Newport County, Carlisle United, Birmingham City, Hartlepool United, Millwall, Oxford United i Halifax Town. Był też trzy razy powoływany do kadry młodzieżowej Anglii. Jako trener bramkarski pracował z Sunderland A.F.C., był to jego pierwszy zespół jako trenera bramkarzy. Później został trenerem bramkarzy dla zespołu narodowego Estonii.
Jego ciało zostało znalezione 19 czerwca 2008 roku w krzakach przez przechodnia w Highfield Close, obszarze Stretford. Służby ratownicze zostały zawiadomione, jednak gdy przybyły na miejsce, ogłosiły, że Carter jest martwy. Jego śmierć łączy ze sobą dwie hipotezy: samobójstwa, lub udziału osób trzecich. Policja stwierdziła, że ciało Cartera zostało znalezione ze sznurem opętanym dookoła szyi i wielce prawdopodobne jest, że mógł popełnić samobójstwo.